# Lokomotivnyj
Lokomotivnyj (in russo Локомотивный?) è un villaggio operaio della Russia che appartiene all'oblast' di Čeljabinsk; amministrativamente dipende direttamente dalla oblast'. L'insediamento è circondato dal territorio del distretto Kartalinskij.
Si trova 264 km a sud-ovest di Čeljabinsk.